# Cancer (constellation)
Cancer
Pour les articles homonymes, voir Cancer (homonymie).
 (mars 2021).
Si vous disposez d'ouvrages ou d'articles de référence ou si vous connaissez des sites web de qualité traitant du thème abordé ici, merci de compléter l'article en donnant les références utiles à sa vérifiabilité et en les liant à la section « Notes et références ».
Le Cancer est une constellation située sur l'écliptique entre les constellations des Gémeaux et du Lion. Elle est traversée par le Soleil du 20 juillet au 10 août.
Elle est entourée par les constellations du Lynx, de l'Hydre et du Petit Chien.
Le Cancer est également un signe astrologique du zodiaque correspondant au secteur de 30° situé entre les Gémeaux et le Lion. L'astrologie classique associe cette partie du zodiaque à la période du 22 juin environ au 22 juillet environ (elle ne prend pas en compte l'Ayanamsa, soit le décalage de plus en plus important des constellations actuelles par rapport à celles de l'Antiquité (il est actuellement de 24° environ).

## Nomenclature, histoire et mythologie

### En Mésopotamie
Le Cancer est une création mésopotamienne. Nous savons par Série MUL.APIN, qui est le premier traité d'astronomie mésopotamienne, découvert à Ninive dans la bibliothèque d'Assurbanipal et datant au plus tard de 627 av. è. c., que : DIŠ mul.AL.LUL šubat d.a-nim, ce qui signifie que « l’étoile du Crabe et le siège du dieu Ea ». Nous savons aussi, par des documents astrologiques de basse époque, que A.meš, « les Eaux, le Terrain irrigué », était le symbole astrologique du 4e mois de l’année dont le nom était précisément donné par cet animal.
Pour interpréter ces données, il faut avoir en tête que AL.LUL = alluttu et kušu, « le crabe », est un animal traditionnellement utilisé en Mésopotamie antique pour nettoyer les canaux et les berges des fleuves, dont le dieu tutélaire est ENKI = Ea, seigneur de la Sagesse et des Eaux.

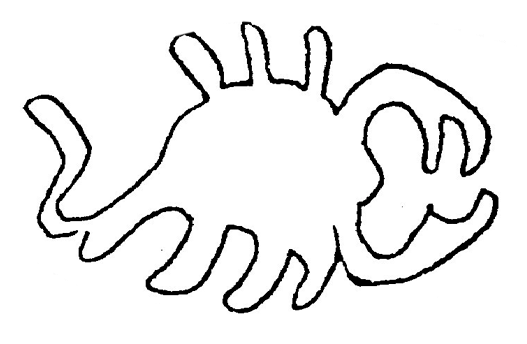
Figure du précurseur du Cancer sur un sceau-cylindre d'époque séleucide.

Par la suite, c’est-à-dire au début du 1er millénaire è.c., le ciel est organisé en constellations, c’est-à-dire que les étoiles sont désormais nommées par leur situation dans les figures célestes, et comme cela est attesté dans les fameux éphémérides qui s’étalent de 652 av. é.c. à 61 de notre ère, ce sont quatre étoiles de la constellation dénommée d’ALLUL = Kušu, à savoir γ, δ, η et θ Cnc, qui servent d’étoile repères dans les éphémérides qui couvrent les événements astronomiques pratiquement sur le millénaire avant notre ère.

### En Grèce et à Rome

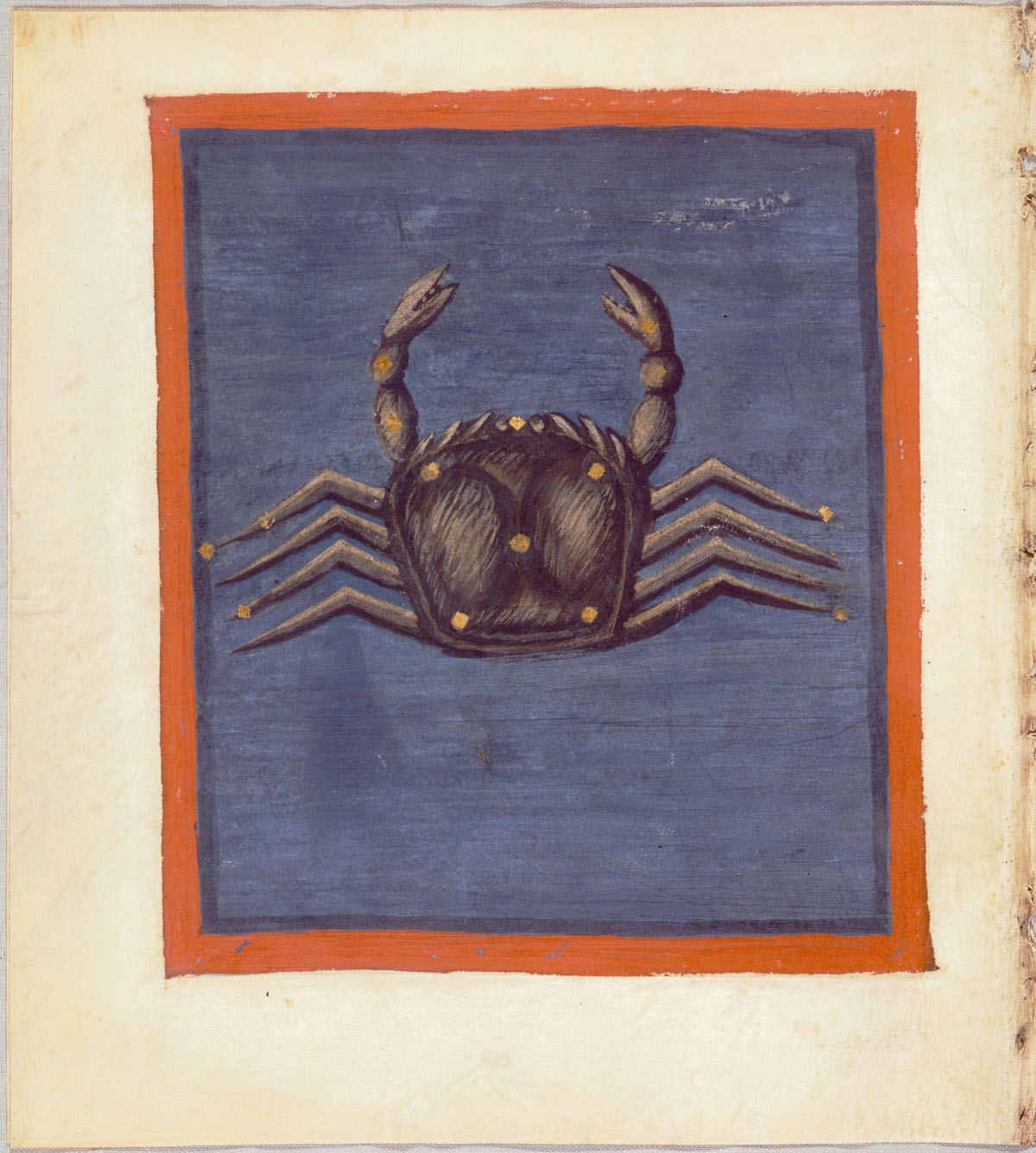
Le Cancer dans une édition des Aratea de Germanicus d’époque carolingienne (ca. 830-840).

Les Grecs héritent de cette constellation sous le nom de Καρκίνος, qui est plus exactement « l’Écrevisse » selon les dictionnaires du grec, attesté chez Euctémon. Ainsi, le Crabe aurait été envoyé par Héra dans le but de gêner Héraclès dans son combat avec l'Hydre (qui deviendra elle aussi une constellation) ; le demi-dieu tua le Crabe,,. Selon la littérature (Jorge Luis Borges), écrasé par Héraclès lors du deuxième de ses travaux, le Crabe reprend vie grâce à Poséidon, qui le transforme en monstre géant destiné à servir son armée.
Dans le ciel grec, un astérisme particulier est à relever : le couple γ et δ Cnc est nommé οἱ Ὄνοι, « les Deux Ânes », tandis que l’amas M44, autrement dit ε Cnc constitue η Φάτνη, « la Mangeoire », ainsi que cela est attesté, au IIIe siècle av. J.-C., chez le Pseudo-Théphraste, puis, la génération suivante, chez Aratos.
Les Latins ont tout simplement traduit Καρκίνος par Cancer. Ils n'ont eu par ailleurs aucune peine à faire de οἱ Ὄνοι, « les Deux Ânes », Asini ou Aselli, selon les Aratea, et de rendre η Φάτνη, « la Mangeoire », par Praesepae, littéralement « la Crèche ».

### Chez les Arabes
Chez les Arabes, il faut distinguer le ciel traditionnel qui comprend les manāzil al-qamar ou « stations lunaires », et ciel gréco-arabe, c’est-à-dire celui que les astronomes classiques ont repris des Grecs au IXe siècle de notre ère.

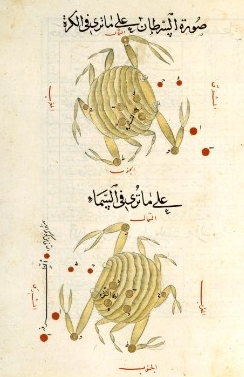
La figure de السرطان al-Saraṭān dans le ciel gréco-arabe, d’après un traité de Abd al-Rahman al-Soufi, XVIe siècle, BnF, Paris.

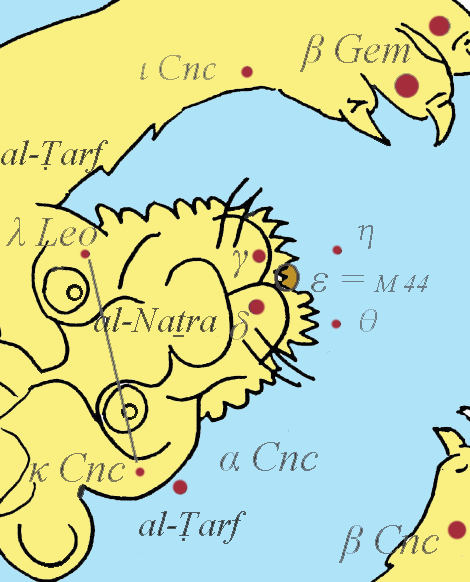
Les étoiles du ciel arabe traditionnel sur l'espace du Cancer gréco-arabe.

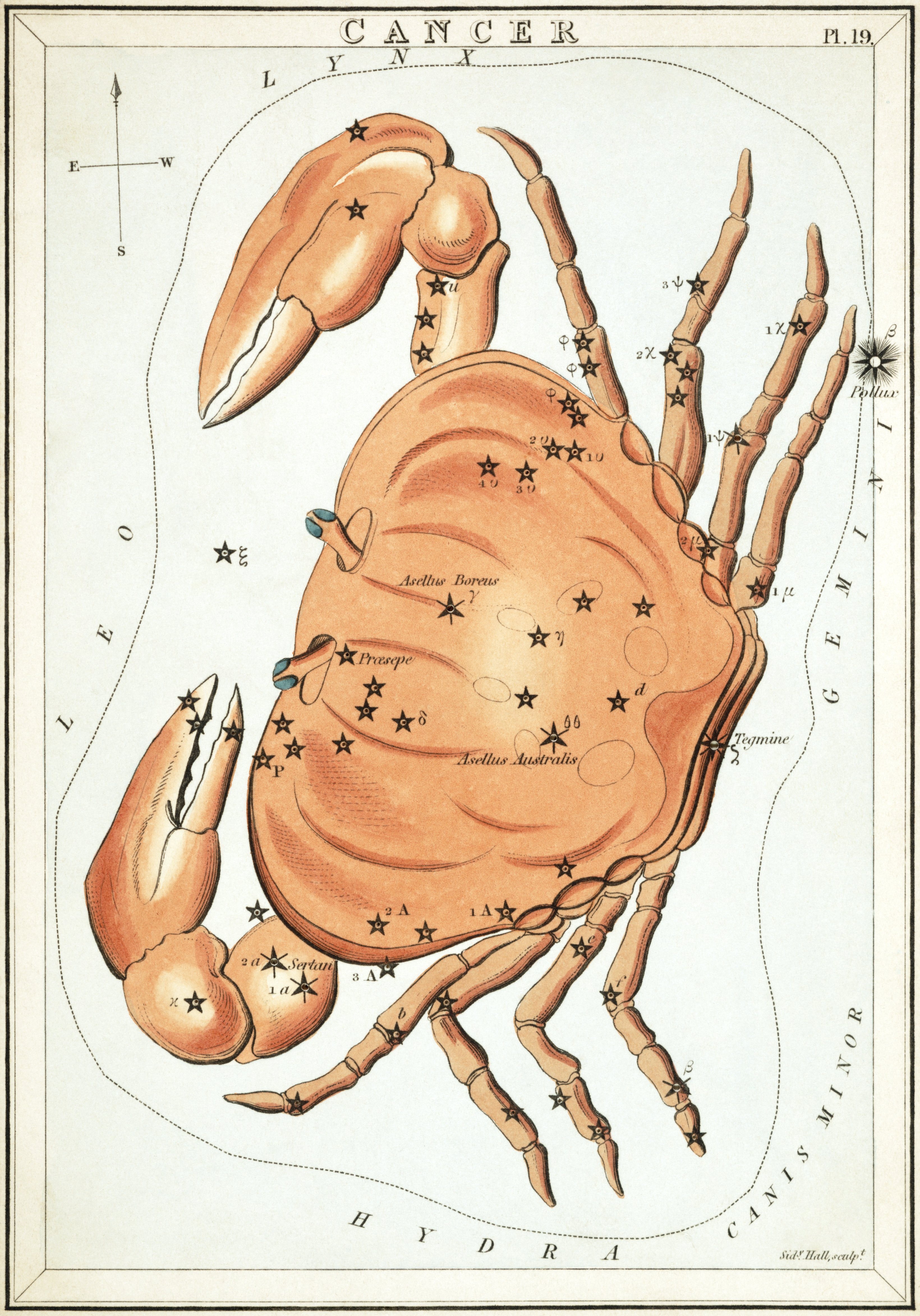
la figure du Cancer dans l’Urania's Mirror, Londres, 1824.

Les traducteurs de Ptolémée ont repris la figure de Καρκίνος sous le forme السرطان al-Saraṭān, qui est un emprunt du syriaque Sarṭāna, « le Crabe », nom qu'ils connaissaient déjà comme celui du 4e signe du zodiaque, attesté dans l’horoscope de fondation de la ville de Baghdad en 762, ainsi que nous rapporte l’érudit persan al-Bīrūnī. Ils ont de plus simplement traduit οἱ Ὄνοι, « les Deux Ânes » grec par الحمران al-Ḥamārān, et rendu η Φάτνη, « la Mangeoire », par المعلف al-Miᶜlaf, « la Mangeoire », soit « le sac à fourrage que l’on pend au cou de la bête et dans lequel elle mange ».
Mais le ciel arabe traditionnel a une tout autre allure dans l’espace du Cancer gréco-arabe. Il contient deux manāzil al-qamar ou « stations lunaires ». D’abord Ar. النثرة al-Naṯra, aux significations divers, qui correspond au couple γ et ξ Cnc, et qui constitue la VIIe station. Ensuite الطرف al-Ṭarf, « le Regard », qui correspond au couple κ Cnc + λ Leo. Dans un deuxième temps, ces astérismes ont été intégrés dans la figure du « Superlion », le premier, النثرة al-Naṯra, interprété » comme « le Canal subnasal [du Lion] », le second, الطرف al-Ṭarf, comme عيننا الاسد ᶜAynā l-Asad, « les Yeux du Lion ». Voir l'image des « Deux lions arabes », dans la Constellation du Lion.
Les noms d'étoiles courant empruntés aux Arabes dans les catalogues contemporains puisent à ces deux sources arabes.

### En Europe
Au Moyen Âge, les clercs latins connaissaient le nom Cancer par les encyclopédies et les quelques manuscrits des Aratea, c’est-à-dire les versions latines des Φαινόμενα d’Aratos, à leur disposition, mais ils connurent dès l’an mil le nom arabe de cette figure, alors que le nom grec n’était pas encore lu dans le texte, ce qui n’adviendra qu’à la Renaissance. On trouve par exemple, dans l’Uranometria de Johann Bayer (1603), une liste de noms connus dans les différentes langues, selon l’usage de l’époque. On n’y lit pas seulement Καρκίνος, mais encore notamment Alsartan et Asartan, qui sont des transcriptions de l’arabeالسرطان al-Saraṭān. Ces noms figurent encore dans plusieurs catalogues jusqu’à ce que la nomenclature approuvée en 1930 par l’Union astronomique internationale (UAI) ne chasse définitivement les appellations autres que Cancer, à l’exception du grec Καρκίνος.

## Description

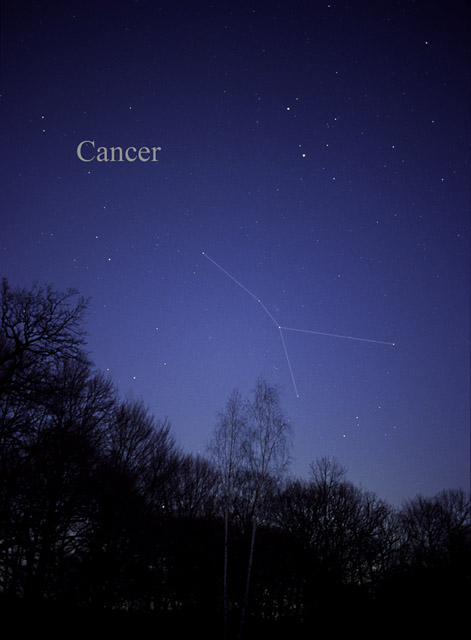
Constellation du Cancer.
Visibilité nocturne de la constellation.

## Dans la culture

50 centimes d'euros slovènes.